# マツモトトモ
マツモト トモ（1月8日 - ）は日本の漫画家。大阪府出身。血液型はA型。
「眠る姫」（1995年『ルナティック･ララ』3月10日号）でデビュー。デビュー以前は看護師として働いていた。

## 作品リスト
- キス（1996年 - 2001年、LaLa） - 単行本全8巻、文庫版全4巻
- 23:00（2001年 - 2002年、LaLa） - 単行本全1巻、文庫版全1巻
- 美女が野獣（2002年 - 2005年、LaLa） - 単行本全5巻、文庫版全3巻
- 英会話スクールウォーズ（2005年 - 2006年、LaLa） - 単行本全2巻、文庫版全1巻
- ビューティー ハニー（2007年 - 2008年、LaLa） - 単行本全3巻
- ボーズ・ラブ!!!（2009年[2]、LaLa） - 単行本全1巻
- 制服図鑑（2010年[3] - 2011年、MELODY） - 単行本全1巻
- 中一プロブレム（2012年[4] - 2013年、青LaLa・赤LaLa・白LaLa・LaLa DX） - 単行本全1巻
- インヘルノ（2013年[5] - 2018年、AneLaLa） - 単行本全5巻
- 方言男子のつくり方（2014年 - 2018年、MELODY） - 単行本全1巻
- リズムナシオン（2021年 - 連載中、MELODY） - 単行本既刊1巻
- ルーム・ツアーズ（2023年 - 連載中、MELODY） - 単行本既刊2巻

## リンク
- 白泉社HP

| スタブアイコン | サブスタブ | この項目は、まだ閲覧者の調べものの参照としては役立たない、漫画家・漫画原作者に関連した書きかけの項目です。この項目を加筆・訂正などしてくださる協力者を求めています（P:漫画/PJ:漫画家）。 |